# デキないふたり
『デキないふたり』は、里村による日本の漫画作品。『クロフネ』（リブレ）にて連載されており、『クロフネ×LINEマンガ』では2020年10月20日より配信。
2022年1月3日にテレビドラマ化され、テレビ朝日で放送。主演は山本舞香。

## 登場人物
白藤奈緒（しらふじ なお）
主人公。
黒瀬孝仁（くろせ たかひと）
もう1人の主人公。
金城冬馬（きんじょう とうま）

紺野賢太（こんの けんた）

桃川勇希（ももかわ ゆうき）

赤江涼子（あかえ りょうこ）

## 書誌情報
- 里村 『デキないふたり』 リブレ〈クロフネCOMICS クロフネ×LINEマンガシリーズ〉、既刊5巻（2023年10月19日現在）
  1. 2021年4月20日発売[2]、ISBN 978-4-7997-5215-9
  2. 2021年9月18日発売[3]、ISBN 978-4-7997-5415-3
  3. 2022年4月20日発売[4]、ISBN 978-4-7997-5676-8
  4. 2023年1月19日発売[5]、ISBN 978-4-7997-6101-4
  5. 2023年10月19日発売[6]、ISBN 978-4-7997-6449-7

## テレビドラマ
『スペシャルドラマ「デキないふたり」〜ディスきゅん編〜』のタイトルで2022年1月3日（4日深夜）00:15 - 00:45にテレビ朝日で放送された。主演は山本舞香。

### キャスト
- 白藤奈緒 - 山本舞香
- 黒瀬孝仁 - 板垣瑞生
- 金城冬馬 - 塩野瑛久
- 紺野賢太 - 高野洸
- 桃川勇希 - 綱啓永
- 赤江涼子 - 野呂佳代

### スタッフ
- 原作 - 里村『デキないふたり』（クロフネコミックス / リブレ刊）
- 脚本 - 大北はるか
- 監督 - 湯浅弘章
- 音楽 - 松田純一
- 主題歌 - Saucy Dog『あぁ、もう。』
- ゼネラルプロデューサー - 三輪祐見子
- プロデューサー - 残間理央、新野安行、疋田理紗
- 製作著作 - テレビ朝日
- 制作協力 - ザフール